# Cải cách Kansei
Cải cách Kansei (寛政の改革 Kansei no kaikaku, Khoan Chính cải cách) là một loạt thay đổi chính sách và sắc lệnh phản động do Mạc phủ Tokugawa tiến hành nhằm mục đích giải quyết các vấn đề quan trọng liên quan đến kinh tế, thuế khóa, nông nghiệp, giáo dục và văn hóa vào giữa thời kỳ Edo. Cuộc cải cách này xảy ra dưới thời Kansei, tuy vậy sự can thiệp của Mạc phủ chỉ thành công được một phần. Các yếu tố như động đất, nạn đói và các thảm họa khác đã làm trầm trọng thêm một số điều kiện mà Tướng quân dự định cải thiện.
Matsudaira Sadanobu (1759–1829) được tiến cử giữ chức Lão trung (rōjū) vào mùa hè năm 1787; và đầu năm sau, ông trở thành nhiếp chính cho Tướng quân đời thứ 11 Tokugawa Ienari. Với tư cách là người ra quyết định hành chính chính trong thể chế Mạc phiên, ông nắm giữ vị thế tạo ra sự thay đổi triệt để; và những hành động ban đầu của ông đã thể hiện một sự đoạn tuyệt với quá khứ gần đây. Những nỗ lực của Sadanobu tập trung vào việc củng cố Mạc phủ bằng cách đảo ngược nhiều chính sách và thực tiễn đã trở nên phổ biến dưới thời kỳ cầm quyền của vị Tướng quân tiền nhiệm Tokugawa Ieharu. Sandanobu tăng dự trữ gạo của Mạc phủ và yêu cầu các daimyō cũng làm như vậy. Ông cắt giảm chi tiêu ở các thành phố, dành nguồn dự trữ cho những nạn đói trong tương lai, và khuyến khích nông dân ở các thành phố trở về nông thôn. Ông cố gắng đưa ra các chính sách đề cao đạo đức và sự tiết kiệm, chẳng hạn như cấm các hoạt động xa hoa ở nông thôn và kiềm chế mại dâm không có giấy phép ở các thành phố. Sandanobu cũng hủy bỏ một số khoản nợ mà daimyō nợ các thương nhân.
Những chính sách cải cách này có thể được hiểu là một phản ứng phản động đối với sự thái quá của chức Lão trung tiền nhiệm Tanuma Okitsugu (1719–1788).  Kết quả là các cải cách tự do hóa do Tanuma khởi xướng trong Mạc phủ và nới lỏng sakoku (chính sách "bế quan tỏa cảng" của Nhật Bản nhằm kiểm soát chặt chẽ các thương nhân nước ngoài) đã bị đảo ngược hoặc bị chặn lại. Chính sách giáo dục được thay đổi thông qua Lệnh cấm dị học Kansei (寛政異学の禁 Kansei igaku no kin) năm 1790, trong đó thực thi việc giảng dạy Chu Tử học của Chu Hi như một thứ triết lý Nho giáo chính thức ở Nhật Bản. Sắc lệnh cấm một số ấn phẩm và yêu cầu giới chức quan lại phải tuân thủ nghiêm ngặt học thuyết Chu Tử học, đặc biệt là đối với chương trình giảng dạy của ngôi trường Hayashi chính thức.
Cải cách này được đồng hành bởi ba cuộc cải cách khác trong thời kỳ Edo: cải cách Kyōhō (1716–1736), cải cách Tenpō (1830–1844) và cải cách Keiō (1866–1867).